# Enceintes de Ribeauvillé
Les enceintes de Ribeauvillé sont un monument historique situé à Ribeauvillé, dans le département français du Haut-Rhin.

## Localisation
Cette construction est située autour de Ribeauvillé.

## Historique
L'édifice fait l'objet d'une inscription au titre des monuments historiques depuis 1993.
L'édifice fait l'objet d'une inscription au titre des monuments historiques depuis 1994.

## Architecture

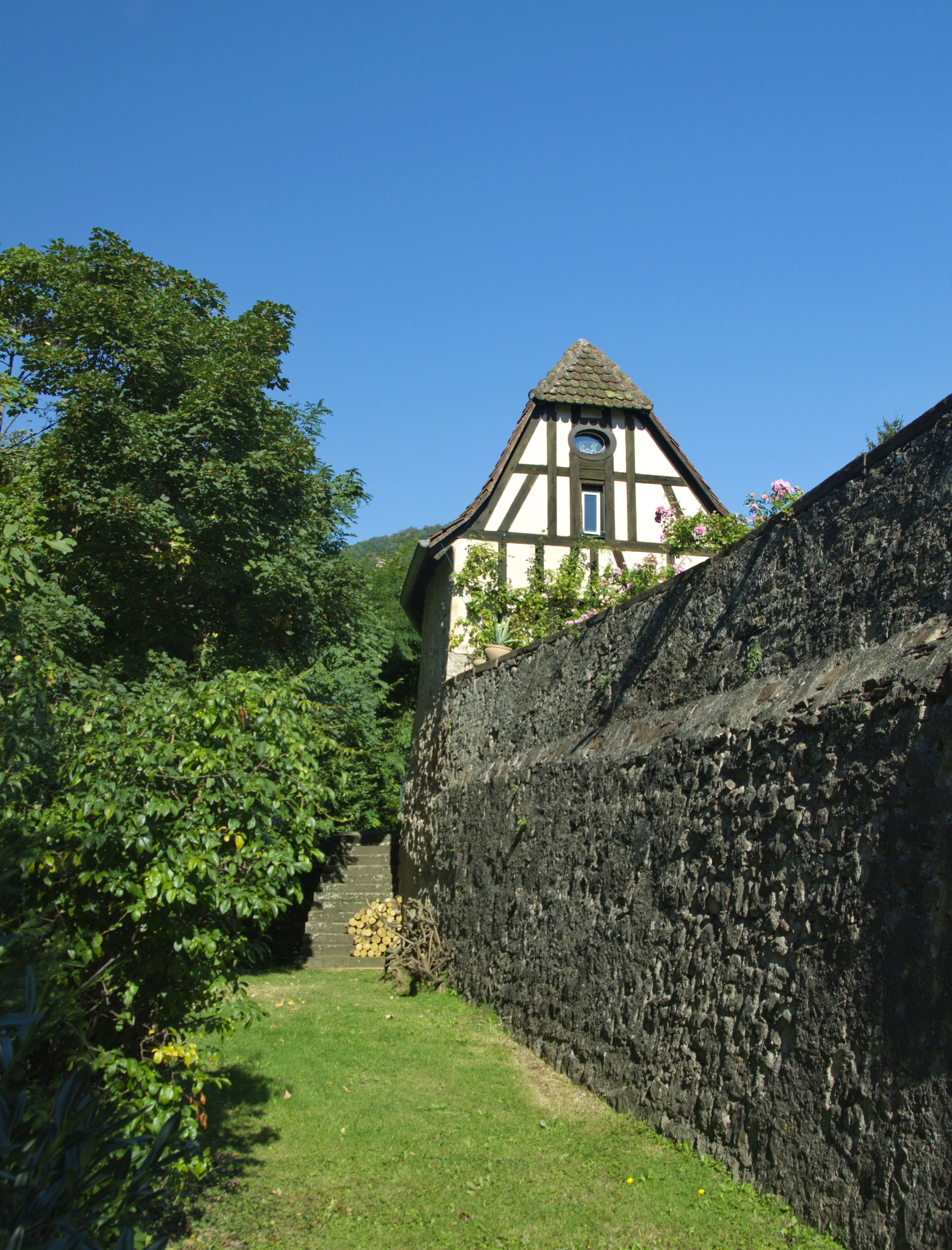
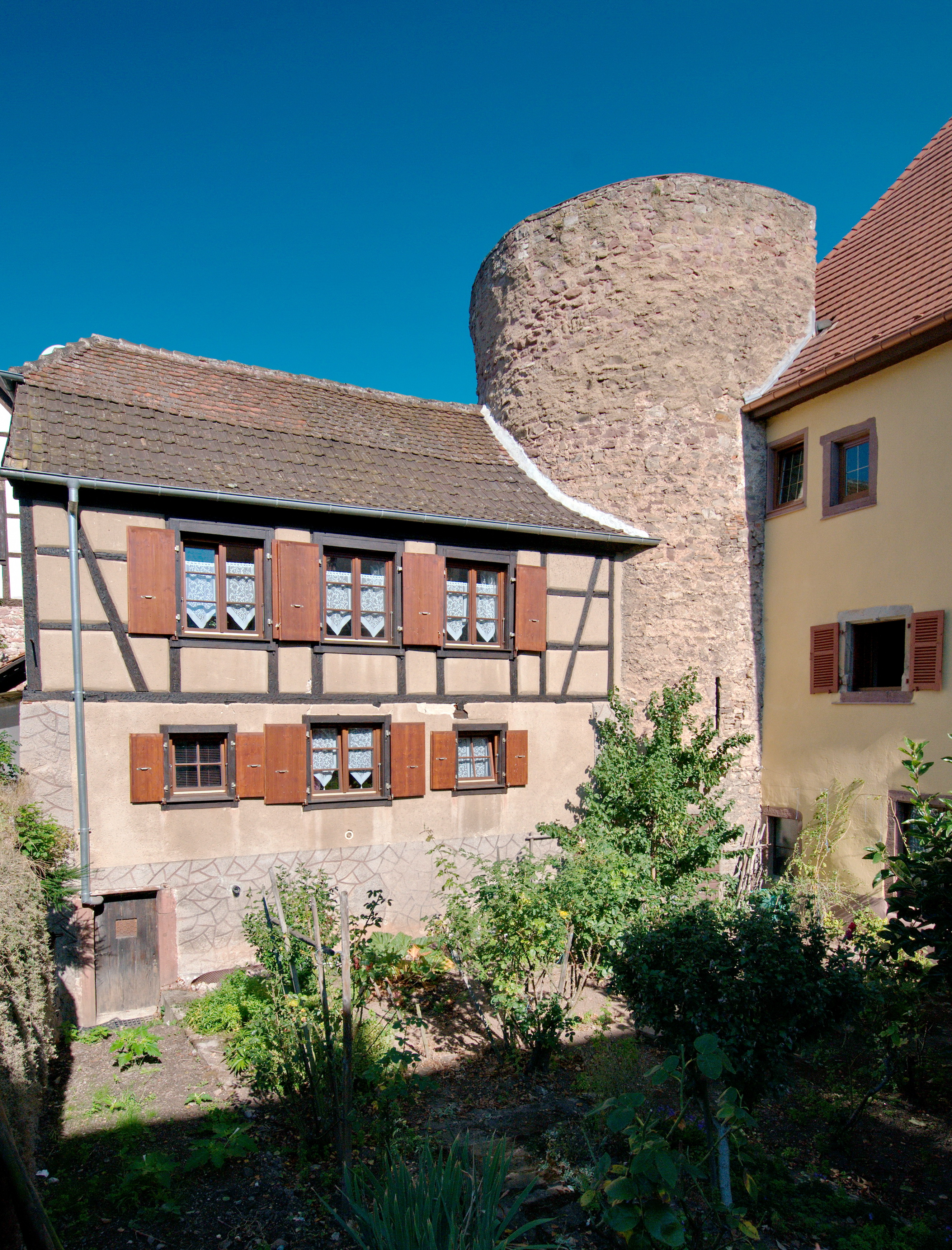
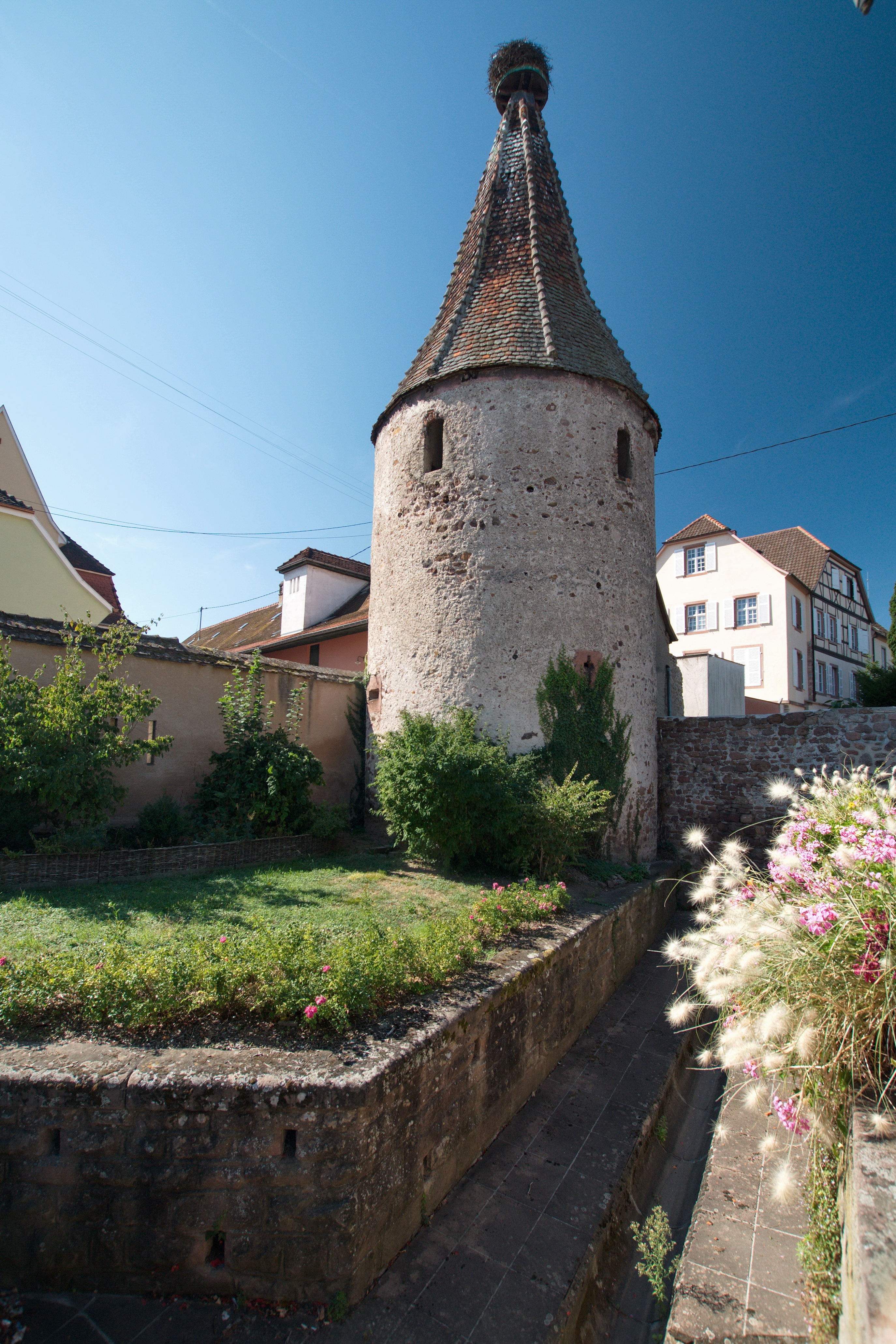